# Michel Vandam
Michel Vandam, né le 21 janvier 1955 à Niangara, dans l'actuelle République démocratique du Congo (à l'époque Congo belge), est un scénariste de bande dessinée et cinéma belge francophone.

## Biographie
Michel Vandam naît le 21 janvier 1955 à Niangara. Il rentre en famille en Belgique à l'âge de six ans. C'est de manière décousue qu'il accomplit ses études à Marche-en-Famenne, Wavre et Bruxelles où il passe le jury central pour l'obtention de son diplôme d'humanités. Ensuite, il s'inscrit à l'université puis il commence un régendat en langue maternelle-histoire qu'il n'achèvera pas. Pendant son service civil, il accomplit des études d'éducateur qui lui permettront d'exercer le métier pendant plusieurs années.
Il quitte son emploi pour ouvrir la librairie spécialisée en bande dessinée La Marque jaune à Liège. Son métier de libraire le conduit à rencontrer Michel Constant avec qui il partage le goût des bistrots. Il aborde l'écriture de scénarios de bande dessinée avec ce dessinateur pour lequel il écrit la série réaliste Bitume autour des routes connues à travers le monde. Le premier tome Le Sauveur de la Linea est publié en 1995 aux éditions Casterman. Le second opus Norma's day connaît une prépublication dans la revue (À suivre). La série s'échelonne sur six titres jusqu'en 2002.
Il parvient à intercaler l'écriture de deux one shots publiés tous deux en octobre 1999 chez le même éditeur : Kin' la belle, pour le duo Éric Warnauts et Raives ainsi que le récit d'anticipation Los Angeles pour le dessinateur néo-zélandais Colin Wilson.
Il écrit le roman graphique 7 jours de canicule pour l'illustratrice Delphine Hermans en 2013. Pour l'édition de cet ouvrage, il a recours à la plateforme de financement participatif KissKissBankBank.
Au cinéma, on lui doit le scénario du court métrage d'animation de Poils écrit en collaboration avec la réalisatrice Delphine Hermans en 2013. Il est suivi de Les Marrons glacés, court métrage de 2022, récompensé du prix Cinergie 2023 attribué par le jury des journalistes du site Cinergie.
En 2016, il sort Anesthésie générale pour l'illustratrice Delphine Hermans publié dans la collection « Civilisation » aux éditions parisiennes Warum, qui traite de la maladie des enfants et de ses conséquences sur le couple parental.
Il écrit la nouvelle La Marionnetiste publiée dans l'ouvrage C'est écrit près de chez vous ! volume 2 publié aux Éditions de la Province de Liège en 2019,. La même année, il propose l'exposition Pop MO / Michel Vandam à Liège.
En 2021, il écrit La Sommanbule pour l'illustratrice Delphine Hermans aux éditions D'une Certaine Gaieté qui conte l'histoire d'une Bruxelloise lunatique qui à la suite d'une rupture amoureuse décide de tout abandonner et de recommencer sa vie à Liège.
Comme éditeur, il sort l'ouvrage Le Quartier Sainte-Marguerite en 1997 et des sérigraphies de Loustal en 2002.
Il contribue également au magazine Médor.
Parallèlement, il est professeur de scénario à l’Académie royale des beaux-arts de Liège et donne des ateliers d’écriture.

### Vie privée
Il demeure à Liège.

## Œuvres

### Publications

#### Albums de bande dessinée

##### Bitume
- 1. Le Sauveur de la Linea[26],[27], Casterman, Tournai, septembre 1995
Scénario : Michel Vandam - Dessin : Michel Constant - Couleurs : Béatrice Constant -  (ISBN 2203388749)
- 2. Norma's day[28],[29], Casterman, Tournai, septembre 1996
Scénario : Michel Vandam - Dessin : Michel Constant - Couleurs : Béatrice Constant -  (ISBN 220338879X)
- 3. Cow-boy Louis l'australien[30],[31], Casterman, Tournai, 7 janvier 1998
Scénario : Michel Vandam - Dessin : Michel Constant - Couleurs : Béatrice Constant -  (ISBN 2-203-38904-4)
- 4. Paris-Trottoir[32],[33], Casterman, Tournai, mars 1999
Scénario : Michel Vandam - Dessin : Michel Constant - Couleurs : Béatrice Constant -  (ISBN 2203356200)
- 5. Le Fils de l'autre[34],[35], Casterman, Tournai, septembre 2000
Scénario : Michel Vandam - Dessin : Michel Constant - Couleurs : Béatrice Constant -  (ISBN 2203356324),Carnet de route inclus dans la première édition.
- 6. Taxi City[36], Casterman, Tournai, mars 2002
Scénario : Michel Vandam - Dessin : Michel Constant - Couleurs : Béatrice Constant -  (ISBN 2203356693)

##### One shots
- Kin' la belle[9],[10],[37], Casterman, Tournai,  octobre 1999
Scénario : Michel Vandam - Dessin : Éric Warnauts, Raives - Couleurs : Raives -  (ISBN 2203389192)
- Los Angeles[38], Casterman, Tournai,  octobre 1999
Scénario : Michel Vandam - Dessin : Colin Wilson - Couleurs : quadrichromie -  (ISBN 2203389362)
- Anesthésie générale[17],[39],[40], Warum, coll. « Civilisation », Paris, 1 avril 2016
Scénario : Michel Vandam - Dessin et couleurs : Delphine Hermans -  (ISBN 9782365351270)

#### Écrits
- Le Quartier Sainte-Marguerite[41], Michel Vandam, coll. « Je dirais même plus » (no 19), novembre 1997, 56 p. (présentation en ligne),12 récits de 12 auteurs : Loustal, Chauzy, Igor Gabriel, Stassen, Bailly, Mahoux-Vandam, Jampur Fraize, Baru, Baudoin, Warnauts-Raives-Vandam, Stassen-Sibran, Muñoz.

#### Collectifs
- Nicolas Ancion, Luc Baba, Denis Lapière et al., C'est écrit près de chez vous !, Liège, Les Éditions de la Province de Liège, 2019, 97 p. (ISBN 978-2-39010-125-3)Contribution de Michel Vandam : La Marionnetiste.

#### En revues, journaux et fanzines
- participation à Pas de quartier[42], fanzine collectif réalisé le 9 mars 1995 à la librairie : La Marque jaune, Liège, MCB production.

### Filmographie
- 2013 : Poils[14], coscénariste, court métrage de Delphine Hermans, production : Camera-etc ;
- 2022 : Les Marrons glacés[15], scénariste et coréalisateur, court métrage (11 min) production : Camera-etc.

### Livres
: document utilisé comme source pour la rédaction de cet article.
- Jean Pirotte (dir.) et Luc Courtois, Du régional à l'universel. : L'imaginaire wallon dans la bande dessinée., Louvain-la-Neuve, Fondation wallonne Pierre-Marie et Jean-François Humblet, 1999, 310 p. (ISBN 978-2-9600072-3-7 et 2960007239, OCLC 1075833932), p. 254 lire sur Google Livres
- Jacques Fiérain, « Vandam, Michel », dans La BD dans les provinces de Liège, Namur et Luxembourg, Charleroi, Éd. l'Âge d'or, 2004, 112 p., ill. ; 31 cm (ISBN 9782960019698, OCLC 470388297, présentation en ligne), p. 103. .
- Philippe Mellot, Michel Denni, Laurent Turpin et Isabelle Morzadec, Trésors de la bande dessinée : BDM 2023-2024 - Catalogue encyclopédique et Argus, Paris, Les Arènes, novembre 2022, 23e éd., 1677 p., ill. ; 23 cm (ISBN 9791037507280, OCLC 1351462460, présentation en ligne), p. 66, 166, 710, 754, 1037. .

### Études
- Erwin Dejasse, Philippe Capart et Frédéric Paques, « La bande dessinée à Liège : l’aurore des fanzineux », Art&Fact, Liège, no 31,‎ 2012, p. 51-61 (lire en ligne [PDF]).

### Émissions de radio
- La BIPh dans KULT - 14/12/21 - itw BD, "La somnambule", Delphine Hermans et Michel Vandam - 48FM dans Kult sur 48FM via Mixcloud (39 min 52 s), 14 décembre 2021.

### Émissions de télévision
- "La somnambule", la troisième BD de Delphine Hermans et Michel Vandam sur Qu4tre Liège Média, présentation : Françoise Bonivert (2 min 55 s), 17 octobre 2021.